# Легпром
Легпро́м (рос. Легпром) — селище у складі Шабалінського району Кіровської області, Росія. Входить до складу Гостовського сільського поселення.
Населення становить 1 особа (2010, 9 у 2002).
Національний склад станом на 2002 рік — росіяни 100 %.